# NGC 5278
NGC 5278 (również PGC 48473 lub UGC 8677) – galaktyka spiralna (Sb/P), znajdująca się w gwiazdozbiorze Wielkiej Niedźwiedzicy. Odkrył ją William Herschel 14 kwietnia 1789 roku. Oddziałuje grawitacyjnie z sąsiednią NGC 5279, obie te galaktyki zostały skatalogowane jako Arp 239 w Atlasie Osobliwych Galaktyk Haltona Arpa.
W NGC 5278 zaobserwowano supernową SN 2001ai.